# مارتین سکابا

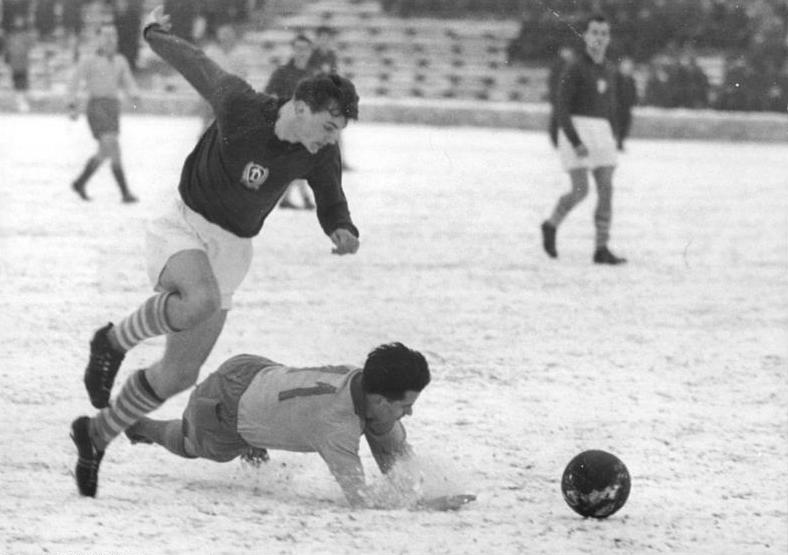
مارتین سکابا

مارتین سکابا (به آلمانی: Martin Skaba) بازیکن فوتبال و مدافع اهل آلمان شرقی بود که از سال ۱۹۵۸ میلادی عضو تیم ملی فوتبال آلمان شرقی بوده‌است. وی در ۷ بازی ملی حضور داشته و در بازی‌های ملی‌اش گلی به ثمر نرساند. مارتین سکابا آخرین بازی ملی خود را در سال ۱۹۶۳ میلادی انجام داد.